# Taira no Kiyomori
Taira no Kiyomori (平 清盛, 1118–1181) was een Japans generaal uit de late Heianperiode. Hij vestigde de eerste door samoerai gedomineerde regering in de geschiedenis van Japan. 
Na de dood van zijn vader, Taira no Tadamori, in 1153, nam Kiyomori het leiderschap over de Taira-clan op zich en ging zich bezighouden met de politiek. In 1156 wist hij samen met Minamoto no Yoshitomo, hoofd van de Minamoto-clan, de Hogen-opstand neer te slaan. Door deze overwinning vestigden de Taira en Minamoto zich als elite-krijgerclans aan het keizerlijk hof te Kyoto. De bondgenoten bleken echter niet bestand tegen de verleidingen van de macht, en drie jaar later kwamen de twee clans tegenover elkaar te staan tijdens de Heiji-opstand in 1159. Kiyomori won, en met Yoshitomo en zijn twee oudste zonen dood, was hij nu het hoofd van de machtigste krijgerclan te Kyoto. 
Dankzij zijn status als leider van de machtigste krijgersclan bevond Kiyomori zich in een unieke positie om het keizerlijk hof te beïnvloeden. Hij maakte slim gebruik van de concurrentie tussen het voormalige staatshoofd Go-Shirakawa en zijn zoon, Nijo tenno. De voormalige vorst Go-Shirakawa gaf zijn bescherming aan Kiyomori, en deze wist dan ook snel te promoveren in de functies die hij aan het hof bekleedde. In 1167 werd Kiyomori het eerste lid van een samoeraiclan die benoemd werd tot Daijō Daijin, eerste minister, en was hiermee de facto hoofd van de keizerlijke regering. Naar gebruik gaf hij kort hierop het leiderschap over de Taira-clan op, met als doel het prestige en de macht van zijn openbare functie te behouden, ongehinderd door de vele verplichtingen van een clanleider.
In 1171 wist Kiyomori zijn dochter Taira no Tokuko, uit te huwelijken aan Keizer Takakura. Hun eerste zoon, prins Tokihito, werd in 1178 geboren. Het jaar daarop, in 1179, leidde Kiyomori een coup d'état en dwong zijn rivalen hun posities aan het hof op te geven. Hij gaf de vrijgekomen functies aan zijn familie en bondgenoten en liet voormalig keizer Go-Shirakawa, zijn oude beschermheer, opsluiten. In 1180 dwong Kiyomori keizer Takakura af te treden en de troon af te staan aan zijn zoon, prins Tokuhito, vanaf dat punt bekend als keizer Antoku. 

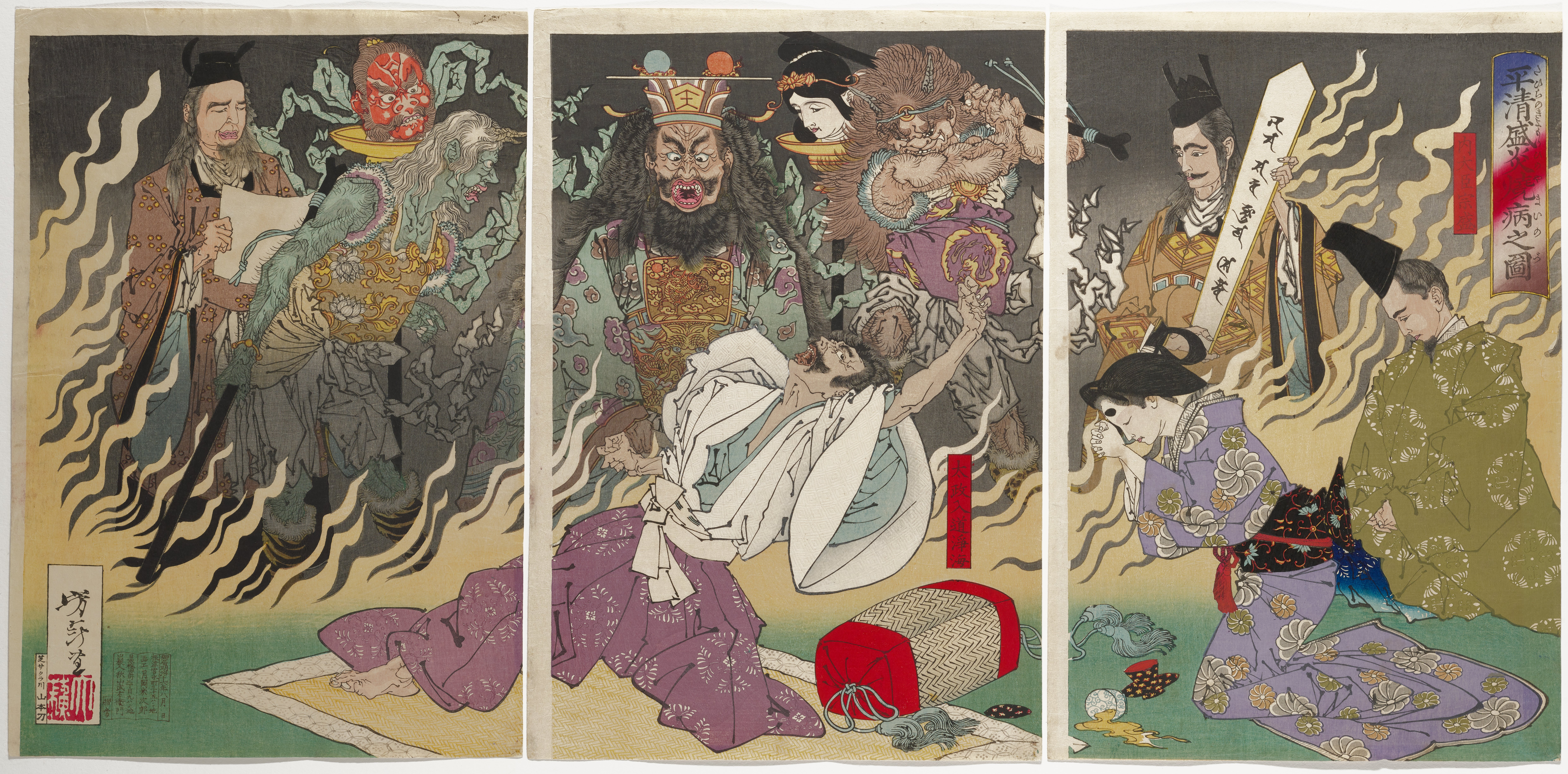
Terwijl hij ijlt door koorts wordt Taira no Kiyomori geconfronteerd met visioenen van hel en de geesten van zijn slachtoffers. Een prent uit 1883 van Yoshitoshi.

Met de absolute macht in handen van de Taira-clan, keerden velen zich tegen hen. Prins Mochihito, de broer van keizer Takakura, riep de oude rivalen van de Taira-clan, de Minamoto-clan, op om in opstand te komen, wat leidde tot de Genpei-oorlog in 1180. Kiyomori overleed het jaar daarop door ziekte. Zijn zoon Munemori zag uiteindelijk het eind van de Taira dominantie, met hun nederlaag tegen de Minamoto in 1185. Volgens legendes was Kiyomori's koorts, op het moment van overlijden, zo hoog, dat eenieder die hem naderde zou verbranden door de warmte. Zijn lichaam zou enkele uren hebben moeten afkoelen alvorens men het eindelijk kon verplaatsen. 
Taira no Kiyomori is ook de hoofdpersoon in het epische Verhaal van Heike.